# 薛冰
薛冰（1965年7月—），中华人民共和国外交官，曾任中华人民共和国驻巴布亚新几内亚独立国特命全权大使。

## 生平
1987年，进入中华人民共和国外交部工作，先后在外交部北美大洋洲司、驻斐济群岛大使馆、驻新西兰大使馆、驻洛杉矶总领事馆任职。2005年，任驻肯尼亚大使馆参赞。2008年，任外交部北美大洋洲司参赞。2011年，任驻澳大利亚大使馆公使衔参赞。2015年1月，出任中华人民共和国驻多伦多总领事。2017年5月，出任中华人民共和国驻巴布亚新几内亚大使。2021年4月，自驻巴布亚新几内亚大使离任。
2022年，被任命为中国外交部非洲之角事务特使。

## 家庭
已婚，有一子。